# Morrison (Missouri)
Morrison – miasto w Stanach Zjednoczonych, w stanie Missouri, w hrabstwie Gasconade.